# 濱海凱撒里亞

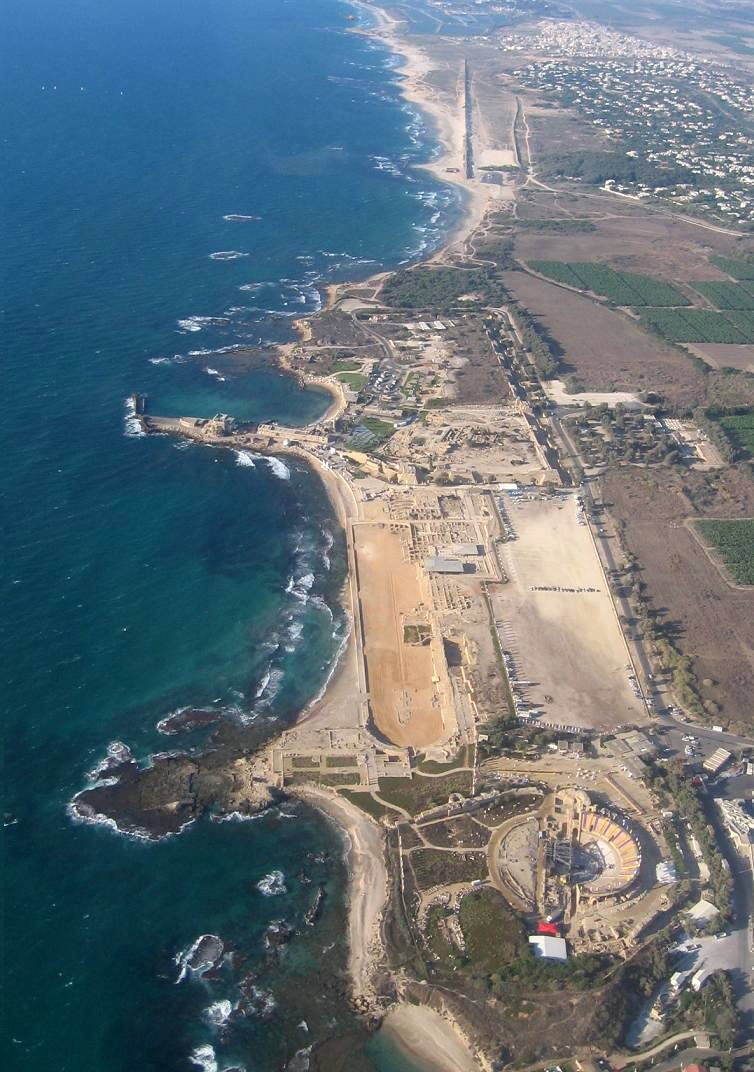

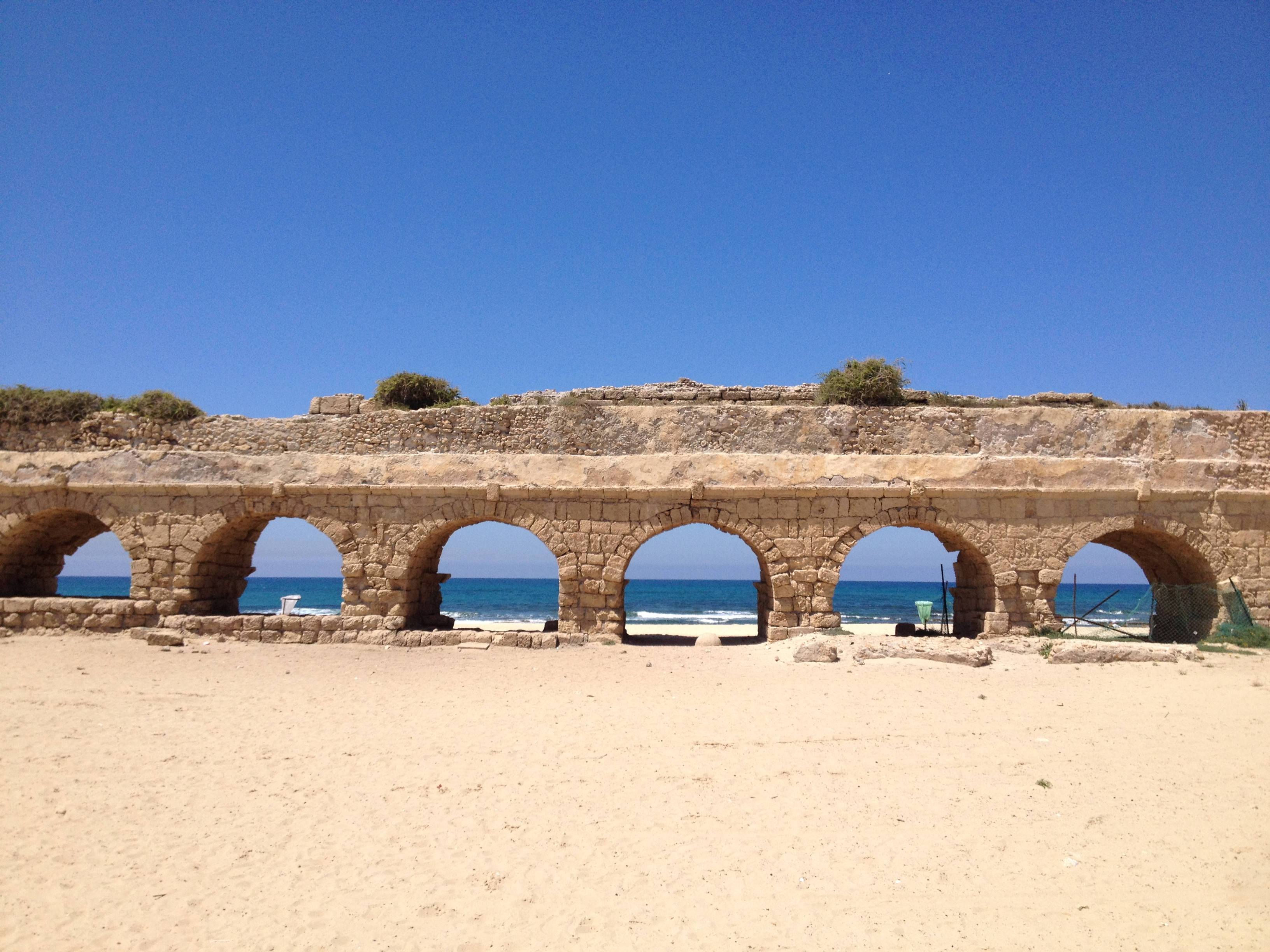
希律王时代修筑的高台引水道

濱海凱撒里亞，又譯濱海該撒利亞，天主教译海边的凯撒勒雅（拉丁語：Caesarea Maritima）是以色列的一處國家公園，包括海濱城市凱撒里亞的古代遺跡。這一城市和港口修建於大希律王時期，是重要的早期基督教中心。古代城市的遺跡位於現代城市凱撒里亞以南約2公里處，在1950年代和1960年代進行了挖掘，並在2011年設為國家公園。

## 外部連結
- 维基共享资源上的相關多媒體資源：濱海凱撒里亞
- Jewish Encyclopedia （页面存档备份，存于）: Cæsarea by the Sea
- PBS Frontline – Caesarea Maritima （页面存档备份，存于）
- Archaeology of Caesarea （页面存档备份，存于）
- Photo gallery of Caesarea Maritima （页面存档备份，存于）
- Photo gallery of Caesarea Maritima （页面存档备份，存于）
- Gavriel Solomon, Caesarea National Park: Conservation Maintenance （页面存档备份，存于）, Israel Antiquities Authority Site （页面存档备份，存于） - Conservation Department

32°30′0″N 34°53′30″E / 32.50000°N 34.89167°E